# Wapiti de Manitoba
Cervus canadensis manitobensis
Sous-espèce
Statut de conservation UICN

 LC  : Préoccupation mineure
Le wapiti de Manitoba (Cervus canadensis manitobensis) est un mammifère herbivore de la famille des cervidés. C'est une sous-espèce du wapiti (Cervus canadensis). Il vit en Amérique du Nord, près du Manitoba qui lui a donné son nom.

## Référence
Millais, 1915 : The Gun at Home and Abroad, vol. 4, pp 281